# Provincia de Sar-e Pul
Sar-e Pul (del persa: سر پل) es una de las 34 provincias de Afganistán. Ubicada al norte del país, su capital es la ciudad de Sar-e Pol.

## Distritos
- Sayyad
- Sari Pul
- Sazma Qala
- Sangcharak
- Kohistanat
- Balkhab
- Virgaard

- Datos: Q182487
- Multimedia: Sar-e Pol Province / Q182487